# Heartbreaktown
Heartbreaktown är Nina Kinerts debutalbum, utgivet 2004.

## Låtlista
1. "Something to Hold on to" - 3:04
2. "When Your Faith Is Gone" - 3:34
3. "Heartbreaktown" - 3:49
4. "If It's the Right Time" - 2:49
5. "High Heels" - 4:33
6. "You Don't Have to Travel" - 3:30
7. "Hole in Me" - 3:41
8. "Until Jesus Comes" - 2:37
9. "You Still Love Her (Like She Loved You)" - 4:45

## Mottagande
Skivan har medelbetyget 3,6/6 på Kritiker.se, baserat på tre recensioner.